# Catocala cerogama

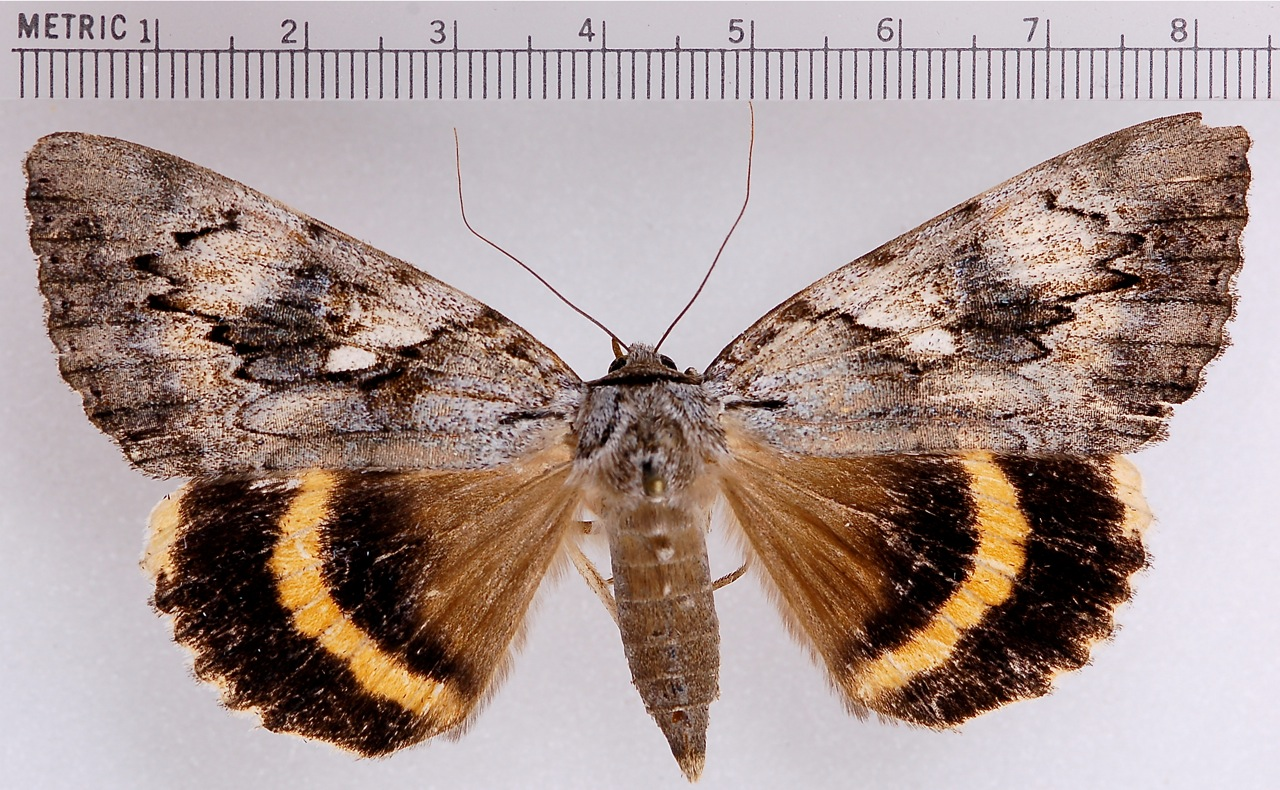
Präparat

Catocala cerogama ist ein in Nordamerika vorkommender Schmetterling (Nachtfalter) aus der Familie der Eulenfalter (Noctuidae).

## Merkmale
Die Falter erreichen eine Flügelspannweite von 64 bis 81 Millimetern. Die Vorderflügeloberseite ist graubraun bis dunkelbraun gefärbt. Innere und äußere Querlinie sind schwarz und stark gezackt. Während die Nierenmakel meist nur angedeutet ist, hebt sich die darunter befindliche grauweiße Sub-Nierenmakel sehr deutlich ab. Auf der überwiegend schwarzbraun gefärbten Hinterflügeloberseite befindet sich ein gelbes Band, das im Halbkreis vom Vorder- zum Innenrand verläuft. Die Fransen sind schwarz und weiß gescheckt, die Basalregion ist gelbbraun. Auf den Flügelunterseiten heben sich stark kontrastierende breite schwarze Querbinden ab. 

## Verbreitung und Lebensraum
Catocala cerogama kommt in den östlichen und mittleren Regionen Nordamerikas verbreitet bis lokal vor. Die Art besiedelt in erster Linie Wälder mit reichem Bestand an Amerikanischer Linde (Tilia americana).

## Lebensweise
Die nachtaktiven, univoltinen Falter sind zwischen Juli und Oktober anzutreffen. Sie besuchen künstliche Lichtquellen und Köder. Die Raupen ernähren sich bevorzugt von den Blättern der Amerikanischen  Linde (Tilia americana). Die Art überwintert im Eistadium.